# Margot Wegener
Margot Wegener verh. Margot Ceiss (* 5. November 1922 in Berlin; † 24. September 2024 in Berlin) war eine deutsche Ausdruckstänzerin.

## Beruflicher Werdegang
Nach einer Ausbildung zur Modernen Ausdruckstänzerin im Studio der Gertrud Wienecke in Berlin und der Staatlichen Prüfung im Theater am Kurfürstendamm 1941 mit dem Tanz des Goldes (Komponist: Kurt Schwaen, Choreographie: Gertrud Wienecke) hatte sie ihr erstes Engagement als Tänzerin am Opernhaus in Lille. Von 1942 bis 1944 hatte sie ein Engagement am Städtischen Theater Leipzig, wo sie die Choreographin Mary Wigman kennenlernte. 1945 war sie ein Jahr Tänzerin an der Staatsoper Berlin und anschließend bis 1947 Tänzerin der freien Dore-Hoyer-Gruppe in Dresden. Ab 1948 war sie Solotänzerin am Metropoltheater und am Nollendorftheater in Berlin und von 1949 bis 1952 am Nationaltheater Weimar, zwei Jahre am Landestheater Halle und am Städtischen Theater Karl-Marx-Stadt (Chemnitz) sowie von 1955 bis 1960 am Städtischen Theater Leipzig.
1959 heiratete sie Ernst Ceiss, zog um nach Weimar, wo ein Kind geboren wurde. Die Familie zog 1967 nach Berlin. Ab 1977 malte sie autodidaktisch Ölbilder und Aquarelle bis zu ihrer fast völligen Erblindung 2018.
Sie lebte in Berlin und verstarb im September 2024 im Alter von 101 Jahren. Ihre letzte Ruhestätte fand sie bei ihrem Sohn Carl Ceiss auf dem Französischen Friedhof I in Berlin.

## Werke
- Ölbilder und Aquarelle. Seismocorder Verlag, Berlin 2022, ISBN 978-3-949364-99-0